# Serhij Kuliš
Serhij Volodymyrovyč Kuliš (in ucraino Сергій Володимирович Куліш?; trasl. angl.: Serhiy Volodymyrovych Kulish; Čerkasy, 17 aprile 1993) è un tiratore a segno ucraino.

## Carriera
Ha partecipato alla carabina ad aria 10m maschile nelle Olimpiadi di Rio de Janeiro 2016 dove ha vinto la medaglia d'argento.

## Palmarès
- Olimpiadi

Rio de Janeiro 2016: argento nella carabina ad aria 10m maschile.
Parigi 2024: argento nella carabina 50m tre posizioni.
- Giochi europei

Baku 2015: bronzo nella carabina tre posizioni.
- Giochi olimpici giovanili

Singapore 2010: bronzo nella carabina ad aria 10m maschile.